# Nenad Miščević
Nenad Miščević (Zagreb, 1. studenoga 1950. – ?, 11. svibnja 2024.) hrvatski filozof i jedan od glavnih predstavnika analitičke filozofije u Hrvatskoj. Studirao filozofiju u Zagrebu, Parizu i Chicagu, doktorirao u Ljubljani. Predaje filozofiju na Pedagoškom fakultetu u Mariboru i Srednjoeuropskom sveučilištu (CEU) u Budimpešti, te na Filozofskom fakultetu u Rijeci. Bavi se filozofijom uma, epistemologijom i filozofijom politike.

## Životopis
Rođen u Zagrebu 1950. godine, studirao je filozofiju i sociologiju u rodnom gradu, gdje je i diplomirao 1972. Jednu godinu studija (1969./70.) proveo je u Chicagu, a poslijediplomske studije pohađao u Parizu kod Paula Ricoeura. Doktorirao je u Ljubljani 1981.
Od 1975. do 1993. predaje na Odsjeku za filozofiju u Zadru. Kasnije predaje u Mariboru, Budimpešti i Rijeci. Aktivno govori engleski, njemački, talijanski, francuski i slovenski, pasivno ruski, bugarski i španjolski. Djelomično poznaje grčki i latinski.

## Filozofija
U počecima akademskog djelovanja bavio se pitanjima hermeneutike i poststrukturalizma; na poslijediplomskom studiju u Parizu pohađao je seminare Foucaulta, Deleuzea i Derridae te krajem sedamdesetih napisao prvu knjigu o post-strukturalizmu na tadašnjem srpsko-hrvatskom jeziku. Analitičkom filozofijom počinje se baviti 1978., za svog drugog duljeg boravka u Parizu, i do danas radi u toj filozofskoj tradiciji.
Neposredno prije početka rata u bivšoj Jugoslaviji zaokuplja ga pitanje nacionalizma, o kojem je pisao kolumne u Novom listu, a potom ga i obrađivao kao filozofsku, teorijsku temu. Kasnije ga u tom smislu zaokuplja primjer Kanade. Autor je natuknice o nacionalizmu u Stanfordovoj enciklopediji filozofije.

## Djela
- Nationalism and Beyond, Central European University Press, Budapest and New York, 2001.
- Nationalism and Ethnic Conflict, Chicago : Open Court, 2001. (uredio)
- Fizično in psihično: uvod v filozofijo psihologije, 1998. (koautor s Olgom Markič)
- Filozofija psihologije : zbornik tekstova, Rijeka, 1993. (ur. sa Snježanom Prijić)
- Uvod u filozofiju psihologije, Grafički zavod Hrvatske, Zagreb, 1990., ISBN 86-399-0105-8
- Kompjutori, mozak i ljudski um : zbornik tekstova iz teorije umjetne inteligencije, Rijeka, 1989. (ur. s Nenadom Smokrovićem)
- Radnja i objašnjenje, Hrvatsko filozofsko društvo, Zagreb, 1988., ISBN 86-81173-11-1
- Kontekst i značenje, (suurednik Matjaž Potrč), Izdavački centar Rijeka, Rijeka, 1987., ISBN 86-7071-038-2
- Jezik kot dejavnost (Language as activity), Ljubljana, 1983.
- Namjera i čin: zbornik tekstova iz teorije činjenja, Rijeka, 1983. (uredio s Nenadom Smokrovićem)
- Plastički znak : zbornik tekstova iz teorije vizualnih umjetnosti, Rijeka, 1982. (uredio s Milanom Zinaićem)
- Filozofija jezika, Naprijed, Zagreb, 1981.
- Bijeli šum, Izdavački centar Rijeka, Rijeka, 1978.
- Govor drugoga, Beograd, 1977.
- Marksizam i post-strukturalistička kretanja, Rijeka, 1975.

## Vanjske poveznice
- (hrv.) Miščević, Nenad Hrvatska enciklopedija
- (engl.) Central European University Staff: Nenad Miscevic  Arhivirana inačica izvorne stranice od 16. studenoga 2017. (Wayback Machine)
- (hrv.) Hrvatsko društvo pisaca: Nenad Miščević  Arhivirana inačica izvorne stranice od 7. studenoga 2017. (Wayback Machine)
- (hrv.) Jolić, Tvrtko. (2007). Nenad Miščević, Nacionalizam: etički pogled. Prolegomena: Journal of Philosophy (prolegomena@hrstud.hr); Vol.6 No.1.
- (engl.) Miscevic, Nenad, "Nationalism", The Stanford Encyclopedia of Philosophy (Winter 2014 Edition), Edward N. Zalta (ed.)
- (engl.) Nenad Miscevic: Philosophy Between Science and the Humanities, YouTube video, 2011.